# Polypodium azoricum
Polypodium azoricum (Vasc.) R.Fern. é uma espécie de feto pertencente à família Polypodiaceae, conhecido pelos nomes comuns de polipódio e de feto-dos-muros. A espécie é um endemismo dos Açores, ocorrendo em todas as ilhas do arquipélago.